# Chélia
Chélia est une commune de la wilaya de Khenchela en Algérie.